# Feicheng
Feicheng är en stad på häradsnivå som lyder under Tai'ans stad på prefekturnivå i Shandong-provinsen i östra Kina. Den ligger omkring 67 kilometer söder om provinshuvudstaden Jinan.

## Historia
Feicheng grundades först som ett härad år 206 f.Kr. under västra Handynastin och genomgick flera omorganisationer under följande dynastier. Häradet återupprättades år 527, under Norra Weidynastin, och ombildades det till en stad på häradsnivå 1992.
Bland historiska personer som är bördiga från Feicheng räknas bland annat den historiske krönikören Zuo Qiuming (556－451 f.Kr.), den kommunistiske politikern Tian Jiyun och skådespelaren Zhao Dan.

## Näringsliv
En av de viktigaste företagen på orten är det kemiska företaget Feicheng Acid Chemicals (肥城阿斯德化工有限公司) som är den största producenten av myrsyra utanför Europa och äger 10 procent av syrans produktionskapacitet i världen.